# Heddy Kun
Heddy Kun es una pintora israelí nacida en 1936 en Zagreb.
De pequeña perdió a sus padres durante el Holocausto. Se escapó y escondió con su hermano y su abuela en la ciudad de Budapest. Realizó sus estudios en la Academia de Artes de Budapest, y en 1956 regresó a Israel. 
Ha realizado exhibiciones en Israel, en Nueva York, Londres, Budapest, Sídney, Ámsterdam, París, Berlín, Toronto, Roma y Bruselas.